# 21395 Альбертофільо
21395 Альбертофільо (21395 Albertofilho) — астероїд головного поясу, відкритий 20 березня 1998 року.
Тіссеранів параметр щодо Юпітера — 3,629.